# Еон (божество)
Ео́н (гр. Aion, звучить як «айон»  — століття, вічність) — у міфологічних уявленнях пізньоантичного язичництва персоніфікація часу (під впливом іранської міфології).
Тут мовиться про релігійний аспект терміна Еон. Філософський аспект викладено у статті Еон (філософія)

### Опис божества у різних народів
Уперше поняття «Еон» згадується Гомером у «Іліаді» (9-8 ст. до н. е.), однак не як божество, а як «вік», «віки життя».
Еон як божество згадується в орфічному гімні до Мусею (ст.28). Згідно зі спірним фрагментом Епіменіда, це ім'я одного з Діоскурів, причому другий Діоскур — жінка фюсис. Ототожнюється із статевим членом Кроноса. Образ знаходимо у Геракліта (фр.93 Маркович), який називає його «дитина, що грається на престолі». Неодноразово згадується у Нонна.

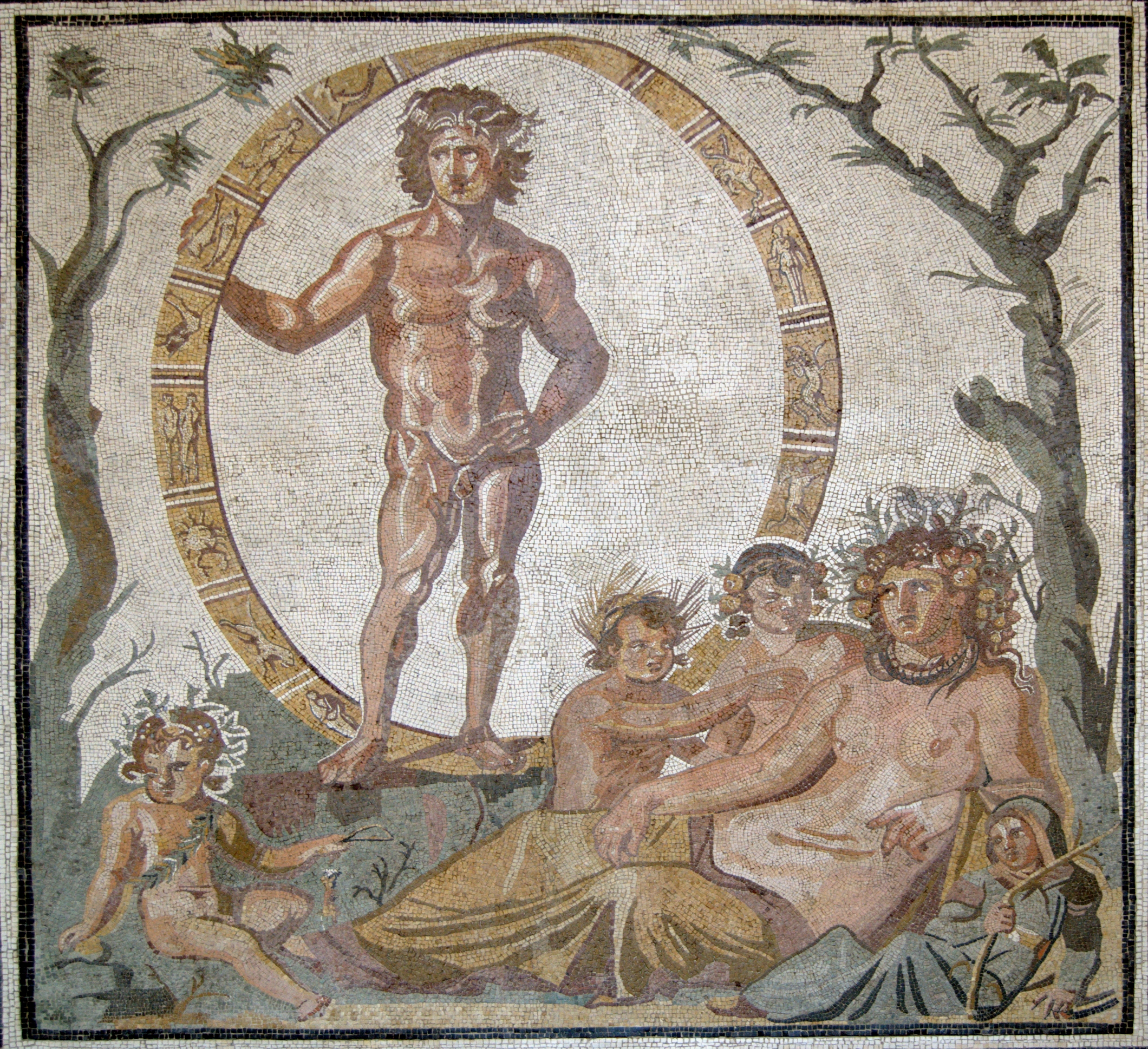
Еон у зодіакальному колі і Теллус (Гея) в оточенні персоніфікацій чотирьох пір року, греко-римська мозаїка, III ст н. е., Гліптотека (Мюнхен) (W504)

У римській міфології Еону відповідає Етернітас.
В епоху Римської імперії складається іконографія Еона: це могутній старець із головою лева, навколо його тіла обвивається змія.
В епоху еллінізму персоніфікований Еон, як божество стає об'єктом релігійного культу (Еон-Зурван у містеріях Митри). Еон — це елліністичне божество, що асоціюєтеся із часом, це куля чи коло, що охоплює Всесвіт і Зодіак. «Час» представлений Еоном незв'язаний, на противагу Хроносу — емпіричному часові, що ділиться на минуле, сьогодення і майбутнє. Таким чином, Еон є богом вічності, що асоціюється із містеріями потойбічного життя, наприклад, містеріями Кібели, Діоніса, Орфея і Митри.
У латинській традиції божество проявляється як Евум (Aevum) чи Секулум(Saeculum). Він завжди супроводжується землею чи богинею-матір'ю Теллус чи Кібелою, як це видно на Тарелі з Параб'яго
Отож, на загал, Еон — це грецький (і римський) бог часу, покровитель мітраїстичних і гностичних містерій. У мітраїзм відомий як Володар Ключа. Однак, на відміну від багатьох інших богів, які мали справу з часом (Хронос (Chronos) — покровителя визначеного часу; Кайрос (Kairos) — покровителя цієї миті; Уроборос (Uboros) — бог вічного повернення), Еон (Aion) виступав богом часу як найвищій єдності.
Ім'я цього бога значить також: еон, вік, вік. Було переконання, що боги різних епох поводять себе стосовно людей у різні — відповідно до епохи — способи. При такому підході Еон, виходить, є покровителем ери (еону) історії людства, тобто нашої епохи. Беручи до уваги лінійну іудео-християнську ідею відображення часу, відповідно до якої історія має початок і кінець, Еон може іноді також його можна розглядати як божество нескінченно довгої тривалості, вічності.

### Містерія бога Еона
Aion є божеством, що виникає в епоху релігійного синкретизму, — це виразно видно із приписуваних йому легенд легенд, атрибутів і властивостей. Святий Епіфаній Саламінський (Panarium LI, 22), наприклад, у такій історії зображує народження Еона: "Вони вслухаються у цілу ніч серед співів і гри на флейтах, які сплітаються у візерунок жертви божеству; і коли закінчується нічне свято, коли заспіває півень, при світлі смолоскипів вони спускалися в підземний храм і виносять звідти дерев'яну статую, що нагою нагой сидить на носилках; на чолі він має золотий знак хреста, а на обох долонях два інші знаки тієї ж форми, а ще на колінах — два інших, і ці п'ять символів зроблені із золота. І обносять ті дерев'яні ноші сім разів навколо центрального приміщення святині серед звуків флейт і бубнів, і співів гімнів; а після цього процесія відносить ноші назад, до підземної кімнати. Якщо ж, однак, запитати їх, що то є за обряд, відповідають: «У цій годині Кора щойно народила Еона».

Еон із зодіаком і ключем — 2-3 ст. н. е. (Музей Ватикана)

Еон представляли як м'язисту, крилату людину з головою лева (звідси і термін Leontocephalus Deus, лат.: «левоголовий бог»), оповитий змією, а тіло покрите знаками зодіаку, з ключами в руках. Найвідомішим зображенням Еона є монументальна дерев'яна скульптуран а сходах при вході до музею Ватикану.
Еон — то Нескінченний Час і Довга тривалість; у ієрархії мітраїзму то був бог найвищий — той, котрий творить і нищить усі речі; це різновид Бергсонівського durée créatrice (творчого часу). Це бог сонця. Лев знак зодіаку, через який Сонце проходить влітку; змія ж символізує зиму або сезону дощів. Таким чином, Aion, левоголовий бог із змією, обгорнутою навколо тіла, він є єдністю протилежностей, світла і темряви, чоловічого і жіночого, творення і руйнування. Бог зображений зі схрещеними руками і ключем в руці. Це «духовний батько» Святого Петра, ключника. Та Еонові ключі — це не ключі від християнського раю; тут набагато глибший смисл: це ключі до воріт минулого і майбутнього.
Отож, «левиноголовий бог Часу, обмотаний змією (як показано на малюнку), зветься Еон у греків і Зерван у перській літературі». Оскільки ми згадуємо про перські джерела, то ми маємо розрізняти три різні аспекти бога Часу. Відповідно до ортодоксального вчення Заратустри, Зерван — це творіння Агура-Мазди, Бога Богів. Відповідно до другої теорії, однак, початково було два архетипи: що стосувався Добра — і що стосувався Зла. Окрема сасанідська секта розглядала Зерван Акарана (Безкінечний Час) як причину і джерело всіх речей. Агура-Мазда і Аріман обоє є породженнями Зервана і є похідними від нього; тож послідовники цього культу називають себе Зерваністами. Цілком імовірно, що того ж самого Зервана, після того, як він зазнав усіх зовнішніх впливів, був прийнятий до пантеону Митри, і що фігура з головою лева є ніхто інший, як Зерван, що у грецьких текстах його ідентифікували як Кронос (Kronos), а в римському світі його асоціювали з Сатурном (Saturn). «Цього бога зображали оголеним; хоча часто ознаки його статі замасковано пов'язкою на стегнах або щільно огортає змій, ніби свідомо було завдання приховати його стать, або навпаки, указується, що обидві статі поєднуються в одному тілі, і що цей бог здатний до самостійного продовження роду». У проміжках між витками змії, які сім разів опоясують бога, іноді зображали знаки зодіаку. Лев'яча голова має гриву, а паща роззявлена широко — так, що видно ряди зубів; для посилення ефекту пащу фарбували в червоний колір. Статуя із міста Саїда в Африці має заглиблення в голові, куди вставляли палаючий смолоскип. Статуя, таким чином, ніби дихала вогнем, і так викликала ще більше поваги до бога. У одному екземплярі бог тримає два смолоскипи, і тоді полум'я ніби вилітало із пащі і зливалося із полум'ям палаючого вівтаря поряд з ним. Невідомий автор залишив запис про те, що Сатурна "іноді зображується зі зміями, що символізує надмірний холод, а в іншому випадку із широко відкритою левовою пащею, наче під час палючої спеки. Іноді ця дивна істота несе ключ у обох руках, указуючи на зв'язок із Янусом, правителя ianus (ворота в інший світ), ключами ваід яких він володіє. «Нарешті, проводимо паралелі між Сатурном і Сарапісом (Sarapis), єгипетським божеством царства мертвих (тема фігури, оповитої зміями)».

### Тлумачення сенсу містерії
| “                                         | "Коли я був немовлям, то говорив як немовля, мислив, як немовля, і міркував, як немовля; а як став мужем, то облишив немовляче." | ” |
| —Апостол Павло. Перше послання Коринфянам | |   |

У античному світі розуміння містерії (таїнства) і міфу дуже сильно відрізнялося від уявлення про них сучасної людини. Значною мірою зусиллями самих адептів містерій, під міфом ми стали розуміти «казку про діяння богів», а під містерією — «священну виставу, яка має якийсь певний релігійно-культурний зміст, проте позбавлена якогось чітко зрозумілого смислу». І в обох випадках додаємо епітет «примітивні уявлення стародавніх людей». Містерії насправді розказували «все і нічого: ВСЕ ставало ясним для людини, осяяної світлом знань; нічого ж не бачили невігласи у церемонії таїнства» Містерія мала приховати таємні знання про природу речей і про божество від невігласів — проте явно і повною мірою розказувати про це посвяченим під час щорічної священної церемонії; адже, як і у міфі, відображалися події, які не можна осягнути розумом, — а лише пережити разом із іншими посвяченими, і таким чином доторкнутися до священного знання. Після укріплення влади християнської церкви і появи інквізиції, містерії ще більше приховували справжню суть свого вчення від непосвячених, у тому числі і від своїх прихильників нижчого рангу.

#### Зауваги
Перша заувага: містерія про народження бога Еона від богині Кори — це лише одна із численних містерій Близького Сходу, яка різними словами під образами різних богів описують одну і ту ж історію: Історію якоїсь вселенської (космічної) катастрофи; а буквально це Історія про народження „бога людства“, „бога світу цього на початку часів“ як про народження світу, який ми знаємо. Можемо згадати як Евлесинські містерії (міф про Персефону), Кабірські містерії (Самофракійські), містерії Сабазія, містерії Аполлона, містерії Гекати, Діонісійські містерії; негрецькі містерії мали місце по всьому світу: в Єгипті, в Індії, Месопотамії (сучасний Ірак), а також у безлічі інших місць. Суть їх одна: народження бога і людської ери (еону).
Друга заувага: одразу відкидаємо наївні антропоморфні уявлення про бога, які нам нав'язано, імовірно з метою конспірації, самими адептами цих містерій. Зображення богів антропоморфними у Греції й Римі — це явище 2-3 ст. до н. е., тобто дуже пізнє вірування і саме воно стосувалося адептів таїнств більше, аніж адептів релігійного культу, спрямованого на забезпечення духовних потреб більшості населення. До цього боги (титани) розумілися як стихії, сили природи, явища — страшні і незрозумілі у своїй незбагненності. Атавізми цих вірувань бачимо у Гомера, коли він описує богів неантропоморфними епітетами (Афіну совоокою, а Афродиту лілейнорукою тощо). Поєднання в одній істоті частин тіла різних тварин — це не свідчення зооморфності бога, це символічний опис характеристик, притаманних божеству. Наївні погляди на левоголового бога-химеру могли мати місце лише у низах, „занурених у невігластво“, — посвячена ж людина „читала“ ці символи як характеристики божества, притаманні лише йому, конкретному богові.
Третя заувага: і єгиптяни, і месопотамці, і греки із римлянами явно говорять нам, що їхнією релігією не були культ Сонця, Місяця, зірок, плодоріддя чи інші речі. Це пізніше нашарування, яке почали поширювати древні, а укорінила у нашій свідомості християнська церква. Справжнім змістом релігії всіх древніх культів, які мають коріння на Близькому Сході, — це культ зародження життя і, зокрема, зародження епохи людей (що персоніфіковано у образі бога Еона. Цей культ включав у себе усі інші культи.
Четверта заувага: народження бога відбувається у підземеллі; причому темрява (буквально — нічна пора) раптово змінюється яскравим спалахом світла (смолоскипи, світанок тощо). Фактором, що утруднював дослідження учених, було практично повне незнання концепції підземного світу. Підземний світ — це ключ, що дає доступ до таємниць стародавніх релігій, повністю захований іще гностиками, затим юдейськими священиками, потім і християнською церквою. Ці знання було „втрачено“ (відомі лише „посвяченим“), бо стародавні люди ставилися до підземного світу як до найсакральнішого місця; це була заборонена таємниця, у яку посвячували лише небагатьох, — і то шляхом численних багатоступеневих випробувань і перевірок на лояльність і на відповідність кандидата. Вказівкою на реальне підземення (не-метафізичне місце під поверхнею землі) явно вказують епітети і метафори різних народів:
- „гора“, „скеля“, „острів“, „горизонт“, „престол“ або „місто“ — шумерсько-вавилонські вказівки на місце, звідки прийшло життя;
- „голова, у котрої Місяць був оком“ — єгипетські тексти про „Небеса, що впали“ і „стали заплідненим черевом Матері-землі“ чи „яйцем“, котре дало народження богам», "гігантам, демонам і «людству»;
- «стіна», яку пробивали «цеглина», «сапа», «сім'я», «муха любові», «суть Ану» чи «ребро» на позначення земної проверхні, у яке потрапило чужородне тіло, яке прийшло у наш світ і проникло у «черево Землі», запліднивши її.
- «розверзнуте черево», «яйце, що тріснуло», «розколота голова», «зрублене дерево чи ліс», «корабель, що налетів на міль», «падіння колони», «відрубаний ніс корабля», «обезголовлювання чи розчленування бога» — безліч культів Єгипту і Месопотамії по всьому Близькому Сходові тощо.

Усі ці, і багато інших символів і метафор описують одну і ту ж космічну катастрофу. Найцікавішою частиною і єгипетських стародавніх (єдиний бог Атум створює багато молодших богів), і новіших (єдиний бог Атон, що створив «мільйони форм самого себе»), і месопотамських (Ану, що дає народження анунакам в об'єднаній горі Небес і Землі) редігійних вчень є мова про Небеса як реальне фізичне (не потойбічне) місце, що упало на Землю і спричинило катастрофу, унаслідок якої зародилося життя: з-під землі першолюди (у шумерів "чорноголові, народжені на Небесах, поневолені згодом синами Ана у підземному світі і викуплені жертвою бога).

#### Висновок
Повертаючись до міфу, слід сказати, що стародавні люди не вигадували нічого, чого вони не знали. У міфі описуються не здогади людей про явище чи об'єкт, не реконструкція «можливого стану речей»; міф є прямою оповіддю про явище чи об'єкт; на відміну від науки (давньоукр. «штуки» буквально — професійного здобуття навичок) знання у міфі передається не аналізом, синтезом і запам'ятовуванням характеристик — а спільним переживанням (див Міф).
Містерії Персефони(вона ж Кора) — це містерії Матері-землі, згодом Діви Марії (вона ж Магдалина як інша іпостась богині Землі; гностики не сумнівалися, що одна і та ж богиня є і «святою» і «блудницею», «жоною і дівою, мати і дочка… та, чиїх шлюбів — багато… і та, що не була в заміжжі…», бо така її суперечлива природа).
Містерія бога Еона — запліднення Землі і народження бога людства: це відомості про потапляння на Землю якогось об'єкту і переміни у світі, що він викликав. Це метаморфоза стародавніх єгипетських, вавилонських і шумерських міфів у гностичне вчення про початок людства, обернена в обрядове дійство.